# Baja Dolok (Sipispis)
Baja Dolok is een bestuurslaag in het regentschap Serdang Bedagai van de provincie Noord-Sumatra, Indonesië. Baja Dolok telt 1239 inwoners (volkstelling 2010).